# Sainte-Suzanne (Mayenne)
Sainte-Suzanne korábbi község Franciaország Loire mente régiójában, Maine-et-Loire megyében. 2016. január 1-jén Chammes korábbi községgel egyesült és az így létrejött Sainte-Suzanne-et-Chammes új község része lett.
Lakosainak száma 931 fő (2018. január 1.). Sainte-Suzanne Évron, Voutré, Torcé-Viviers-en-Charnie, Blandouet, Chammes és Châtres-la-Forêt községekkel határos.

## Népesség
A település népessége az elmúlt években az alábbi módon változott:
| Lakosok száma | 974  | 1345 | 931  | 931  |
|               | 2015 | 2016 | 2017 | 2018 |